# Związek wałowy
Związek wałowy – szczególny rodzaj spółki wodnej, zrzeszający osoby fizyczne i prawne, utworzony celem ochrony ludności przed powodziami, poprzez budowę obwałowań, a także przedłużania, podwyższania i utrzymywania istniejących wałów. Związek wałowy powstał na podstawie ustawy wodnej z 1922 r., w której określono sposoby zabezpieczenia i ochrony wałów oraz obowiązki właścicieli gruntów położonych wzdłuż wałów. 

## Właściwości ustawy wodnej z 1922 r.
Ustawa wodna z 1922 r. stanowiła obszerny akt normatywny, zawierający zestaw szczegółowych przepisów normujących postępowania w sytuacjach związanych z wodą, w tym prawo własności wód, sposoby użytkowania wód, utrzymanie wód i ich brzegów oraz ochrona przed powodzią. W ustawie postawiono jednocześnie zadania przed spółkami wodnymi i związkami wałowymi.
Obok ustawy wodnej z 1922 r. współistniały inne regulacje związane z gospodarką wodną. W 1920 r. została powołana Generalna Dyrekcja Regulacji Dróg Wodnych, odpowiedzialna za opracowanie projektów regulacji rzek oraz wykonawstwo robót na akwenach wodnych. Powołanie Generalnej Dyrekcji pozostawało w ścisłym związku z ustawą z 1919 r. o budowie kanałów żeglownych oraz regulacji rzek żeglownych i spławnych.
W 1921 r. ukazała się ustawa o popieraniu publicznych przedsiębiorstw melioracyjnych, w ramach której utworzono państwowy fundusz melioracyjny, wspierający poczynania regulujące stosunki wodne użytków rolnych.
W 1924 r. powołano wojewódzkie rady wodne w celu pełnienia funkcji koordynacyjnych wobec związków wałowych i spółek wodnych na szczeblu wojewódzkim.
W okresie międzywojennym notowano cykliczne zjawiska związane z pojawianiem się wielkiej wody (powodzi), powodujące duże straty gospodarcze.

## Utworzenie związku wałowego
Przy stanowieniu prawa wodnego brano pod uwagę istniejące uwarunkowania w zakresie funkcjonowania prawodawstwa pod zaborami. Chodziło o umożliwienie dalszego funkcjonowania istniejącym związkom i spółkom, zwłaszcza pod zaborem austriackim i pruskim (towarzystw wodnych). Natomiast zachodziła potrzeba wprowadzenie tej instytucji prawnej na terenach b. zaboru rosyjskiego, gdzie wcześniej spółki i związki nie funkcjonowały.
Warunkiem utworzenia związku wałowego było złożenie dowodu, że przedsięwzięcie służy dla dobra publicznego i ma na celu wspólny gospodarczy pożytek. Utworzenie związku następowało dobrowolnie, poprzez zatwierdzenie statutu na podstawie zgody wszystkich zainteresowanych stron. Utworzenie związku miało również charakter przymusowy, poprzez wydania statutu mimo braku zgody wszystkich lub większości zainteresowanych stron na powstanie związku.
Związek miał charakter osoby prawnej i dotyczył organizacji zlokalizowanych na terenie Państwa Polskiego. Związek mógł mieć zarząd jednoosobowy lub składać się z wielu osób. Jeżeli zarząd korzystał z zapomóg Państwa lub ciał samorządowych, wówczas odpowiedni udział w zarządzie mieli przedstawicieli tych organów.

## Postanowienia statutu
Statut zawierał postanowienia określające:
- nazwę i siedzibę zarządu,
- cel związku z powołaniem się n plan przedsiębiorstwa,
- plan działalności,
- przyjęcie przez członków ograniczeń prawa własności gruntów,
- przyjęcie budżetu oraz sprawdzanie i regulowanie rachunków,
- skład i wybór zarządu, zakres uprawnień zarządu,
- sprawy majątkowe podlegały zatwierdzeniu zgromadzenia ogólnego.

Do statutu dołączano wykaz wcielonych do związku gruntów, kopalń i zakładów przemysłowych, z podaniem właściciela oraz należących do nich związków.

## Zarządzenia dla ochrony wałów
Władze wodne były uprawnione do ograniczania lub całkowitego zabronienia używania wałów w przypadku zmniejszenia ich odporności. W szczególności nie wolno było:
- przejeżdżać lub przepędzać zwierzęta przez wały w innych miejscach niż do tego przeznaczonych,
- kopać, przebijać i sadzić drzewa lub wiklinę na wałach,
- paść zwierzęta na skarpach wałów,
- kopać doły dla wydobywania gliny lub piasku,
- orać ziemię nie bliżej, niż dwa metry od skraju wału.

Podczas wielkiej wody wszyscy mieszkańcy zobowiązani byli dać bezpłatną pomoc do robót ochronnych i dostarczyć potrzebnych narzędzi i środków transportu.
Odbudowa wału należała do związku wałowego, zaś budowa nowych wałów odbywała się na koszt Skarbu Państwa.

## Dalsze funkcjonowanie związków wałowych
Znaczenie ustawy wodnej z 1922 r. okazało się trwałe, ponieważ jej postanowienia obowiązywały w PRL do 1962 r., kiedy przyjęto, że wody stanowią wyłączną własność państwa. Jednocześnie spółki wodne i związki wałowe zostały wpisane do księgi wodnej.